# Eguchipsammia cornucopia
Eguchipsammia cornucopia is een rifkoralensoort uit de familie van de Dendrophylliidae. De wetenschappelijke naam van de soort is voor het eerst geldig gepubliceerd in 1871 door Pourtalès.